# Isola delle Femmine
Isola delle Femmine ist eine kleine Insel vor der Nordküste Siziliens. Sie gehört zu der Gemeinde Isola delle Femmine, die nach der Insel benannt ist. 
Die Insel hat eine längliche Form, sie ist etwa 500 m lang und 250 m breit. An der höchsten Stelle stehen die Überreste eines Wachtturms aus dem Mittelalter, der torre di fuori, die zusammen mit der torre di terra auf dem Festland die Verteidigung der Stadt sicherte und im Zweiten Weltkrieg zerstört wurde.
Die Entstehung des Namens, in seiner heutigen Bedeutung „Fraueninsel“, wird in einer volksetymologischen Bildung aus dem Namen Eufemio vermutet. Es werden Legenden zum Ursprung des Namens erzählt, die von einem Frauengefängnis berichten. Eine weitere Legende erzählt von einem Asyl von ihren Männern verdammter Türkinnen, die den Turm selbst errichtet hätten. Nachdem die Verwandten ihnen vergeben hätten, hätten sie sich mit ihnen am Festland angesiedelt und Capaci gegründet.
Tatsächlich wurde die Insel von Fischern aus Capaci zum Thunfischfang benutzt. Neben einer tonnara befand sich auch eine kleine Kapelle auf dem Eiland. Diese Gebäude verfielen bereits im 19. Jahrhundert.
Die Insel ist nicht von Menschen bewohnt, wird aber von Kaninchen und Mäusen, Ruineneidechsen und Gelbgrünen Zornnattern bevölkert. Die Insel beherbergt eine der größten Kolonien der Mittelmeermöwe im Tyrrhenischen Meer. Mäusebussard und Wanderfalke gehören zu den Greifvögeln, die die Insel frequentieren. Sie ist ein bedeutender Rastplatz verschiedener Zugvögel, darunter Kormoran, Grau- und Seidenreiher, Eisvögel, Hausrotschwanz, Haubenlerche und Schafstelze. Hinzu kommt eine nicht unbeträchtliche Insektenfauna.
Das unterseeische Leben um die Insel versammelt zahlreiche Arten, neben großen Flächen von Neptungräsern finden sich rund 100 Algenarten und eine überreiche Fauna mit Korallen, Seesternen, Muscheln, Tintenfischen; der Reichtum an Plankton und die günstigen Meeresströmungen ziehen auch pelagische Fischarten wie Gelbschwanzmakrele und Mondfisch an.
Die Insel steht als Riserva naturale Isola delle Femmine unter Naturschutz, das umgebende Meer gehört zu der Area Marina Protetta Capo Gallo - Isola delle Femmine.